# محمد: خاتم الأنبياء (فلم)
محمّد، خاتم الأنبياء هو فيلم رسوم متحركة أنتج بواسطة بدر العالمية وقام بإخراجه المخرج ريتشارد ريتش هذا الفيلم عُرض في دور سينما محدودة في الولايات المتحدة الأمريكية وفي المملكة المتّحدة. الفيلم ركّز على الأيّام الأولى من صدر الإسلام وبعثة النبيّ محمّد صلّى الله عليه وسلّم.
على غرار الفيلم الواقعي القديم الرّسالة الّذي تمّ إنتاجه عام 1976 للمخرج مصطفى العقاد، لم يتمّ تجسيد رسول الله صلى الله عليه وسلّم بأيّة صورة من الصور عملاً بالشّريعة الإسلاميّة الّتي تحرّم تجسيد الأنبياء. لذلك، عندما يتحدّث النّبي صلّى الله عليه وسلّم، أو يكون حاضرًا في المشهد، يتمّ توجيه الكاميرا باتّجاه الشّخصيّة الّتي تتحدّث إليه.
تمت دبلجة الفيلم بعدة لغات منها العربية والفرنسية والتركية والماليزية. يختلف حوار النسخة العربية عن النسخة الإنجليزية للفيلم ، كما أن حوار النسخة العربية أكثر اتساقًا وتشابهًا مع الروايات التاريخية الإسلامية التقليدية.

انشات مؤسسة بدر الدولية ثلاثة افلام قصيرة وهم:
•قصة سلمان الفارسي
•نساء عظيمات في عهد النبوة
•ما قبل النور

## حكاية الفيلم
الفيلم يتتبع أوّل أيّام بعثة محمّد صلّى الله عليه وسلّم حين أصبح نبيًا لدين الإسلام في مكة حيث اضطهد المسلمون الجدد وكانت الهجرة نحو المدينة المنوّرة، وينتهي الفيلم بحدث عودة المسلمين إلى مكّة منتصرين وفتحهم لها. لم يتمّ عرض العديد من الأحداث الحاسمة والحسّاسة مثل معركة بدر الكبرى ومعركة أحد.

## تمثيل
- نيك كادي في دور أبي سفيان
- ريتشارد ميخائيل في دور أبي جهل
- علي عليم في دور أبي طالب
- ديفيد ليولين في دور أبي لهب
- دونال سوليفان في دور ورقة بن نوفل
- لورنس روس في دور الوليد بن المغيرة
- بوب جونسون في دور عمرو بن العاص
- روبرت كوتيرل في دور خالد بن الوليد
- بيركلي في دور حمزة بن عبد المطلب
- براين نيسن في دور مالك
- تيافني جونسون في دور سهام
- مارك هنت في دور جهم
- كاترين لافن في دور جليلة
- لورن شافيل في دور هدى
- أنطوني مايمل في دور هادي
- جيروم ديكسون في دور بلال الحبشي
- دونال سوليفان في دور أمّية بن خلف
- هنتر وايت في دور
- ليون مورينزي في دور أصحمة النجاشي
- مارك هنت في دور جعفر بن أبي طالب
- سبينسر بيغلاراين في البراء من مالك
- بيركلي في دور ياسر
- ماري جيمّيل في دور سميّة بنت الخياط
- يعقوب ليفينجستون في دور عمّار بن ياسر
- براين نيسن في دور سهيل بن عمرو
- بلوسوم ديويت في دور المرأة الّتي أُطلق سراحها
- روبرت كوترل هو مؤدي الصوت الأساسي
- مايكل ألتوبيلو المتعقّب
- مارك هنت في دور الرّجل العجوز
- أندرو كرايغ في دور تاجر الرّقيق
- دونال سوليفان في دور العرّاف
- دونال سوليفان في دور الرّجل الفقير
- أنطوني موزدي في دور سلمان الفارسي
- ديفيد لويلين، ريتشارد إبكار، دونال سوليفان. إد تروتا بيركلي، في دور زعماء القبائل
- ريتشارد إيكار في دور المستشار
- أليكسا شيلبي في دور المرأة العجوز
- بوب جونسون في دور الجاسوس
- دون أوسكار سميث في دور الخبّاز
- إد تروتا في دور الحارس
- بيرني فان دير في دور رام السهام

## ردود الأفعال
الفيلم حصل على على ردود أفعال سلبية من النّقّاد والجماهير. في حين أنّه لا توجد إحصّائيّات تقيّمه في مستوى الـ الطماطم الفاسدة، لكن نسبة الراغبين بمشاهدته حاليًا لا تتعدّى 15٪.

## وصلات خارجية
- مقالات تستعمل روابط فنية بلا صلة مع ويكي بيانات

1. ↑  "معلومات عن محمد: خاتم الأنبياء (فيلم) على موقع netflix.com". netflix.com. مؤرشف من الأصل في 2020-04-07.
2. ↑  "معلومات عن محمد: خاتم الأنبياء (فيلم) على موقع allmovie.com". allmovie.com. مؤرشف من الأصل في 2019-03-07.
3. ↑  "معلومات عن محمد: خاتم الأنبياء (فيلم) على موقع metacritic.com". metacritic.com. مؤرشف من الأصل في 2018-12-26.
4. ↑  العلم والنور (28 فبراير 2019)، قصة سلمان الفارسي SALMAN THE PERSIAN، اطلع عليه بتاريخ 2024-06-10
5. ↑  العلم والنور (3 فبراير 2019)، نساء عظيمات في عهد النبوة Great Women of Islam Arabic، اطلع عليه بتاريخ 2024-06-10
6. ↑  العلم والنور (6 فبراير 2019)، فيلم ما قبل النور Before The Light Arabic، اطلع عليه بتاريخ 2024-06-10